# Gravsgade (Ribe)
Gravsgade er en gade i Ribe, der har fungeret som en sydlig grænse af den gamle by. Gaden går fra Sønderportsgade i vest, omkring hvor byporten Søndreport lå og til Hundegade i øst, hvor en anden byport lå. Om byporten ved Hundegade vides meget lidt, men den skulle være kaldet Kobberueport og senere Sct. Hans Port.
Det er efter denne form for grænse/markering, at gaden har sit navn. Hvor Stampemølleåen løber i dag, har der været en form for voldgrav, der har fungeret som en del af byens fæstningsværk.

## Ribe Bys hospital
Ribe Bys hospital havde til huse i numrene 2-8 fra 1797 til 1873 Under stormfloden d. 7. januar 1839 får hospitalet slået væggene ind.
Gravsgade 4 brænder i 1895, hvorfor det er det eneste hus i rækken 2-8, der i dag har to etager.

## Amerikaner huset
Gravsgade 30 kaldes i folkemunde for amerikanerhuset. 

## Vægterbolig
Gravsgade 38 findes den tidligere vægterbolig, hvor byens vægtere boede.

## Ribe Gamle Kirkegård
I 1805 blev alt indendørs begravelse forbudt. Dette foregik ellers normalt i Ribe Domkirke. 
Her blev Ribe Gamle Kirkegård taget i brug. Det var forbundet med meget overtro, at man nu skulle gå fra at være begravet under Guds tag og til at blive begravet under åben himmel. For at gå forrest, besluttede stiftsamtsmanden Moltke på dette tidspunkt, at lade de jordiske rester af sin kone flytte. Nu var ellers begravet i Ribe Domkirke.
Dette skete i maj 1804.
I 1840'erne bidrog stormfloderne ved Ribe til overtroen. Den høje vandstand i Stampemølleåen gjorde jorden på kirkegården fugtige, og man kunne se nynedgravede kister på vej op af jorden igen.
Omkring år 1900 var kirkegården ved at være fuldt belagt og den nye kirkegård på Tangevej blev løsningen. Denne blev dog først taget i brug i 1936.
I 2018 kunne man læse, at planerne for kirkegården skal gå mere i retning af en bypark.